# No Geography
Albums de The Chemical Brothers
Born in the Echoes
(2015) For That Beautiful Feeling
(2023)
No Geography est le neuvième album du duo anglais de musique électronique The Chemical Brothers, sorti le 12 avril 2019 sous le label Virgin EMI Records  au Royaume-Uni et par Astralwerks aux États-Unis. Le précédent album studio était Born in the Echoes, sorti en 2015. C'est le premier album du duo en quatre ans. L'album contient des voix d'Aurora et du rappeur japonais Nene,.

## Contexte
Le nom de l'album a été annoncé en novembre 2018  L'album tire son nom d'une ligne du poème Géographie du poète new-yorkais Michael Brownstein, dont la lecture est également échantillonnée sur la piste titre.
La couverture de l'album est une image extraite du livret de l'album 1977 de Consequences de Godley & Creme,.

## Promotion
Le premier single, "Free Yourself", est sorti le 28 septembre 2018 , suivi de "MAH" (Mad as Hell) le 7 janvier 2019. Des vidéoclips ont été filmés pour les deux chansons. Le 1er février, ils ont sorti le troisième single, "Got to Keep On", accompagné d'un clip réalisé par Michel Gondry. Le 8 mars, The Chemical Brothers a publié le quatrième single, "We've Got to Try", accompagné d'un clip vidéo.

## Liste de titres
| 1.    | Eve of Destruction   | 4:40 |
| 2.    | Bango                | 4:07 |
| 3.    | No Geography         | 3:10 |
| 4.    | Got to Keep On       | 5:16 |
| 5.    | Gravity Drops        | 4:30 |
| 6.    | The Universe Sent Me | 6:03 |
| 7.    | We've Got to Try     | 3:35 |
| 8.    | Free Yourself        | 4:21 |
| 9.    | MAH                  | 5:36 |
| 10.   | Catch Me I'm Falling | 5:28 |
| 46:46 |                      |      |